# Ахметлей
Ахметлей (рос. Ахметлей) — село в Ніколаєвському районі Ульяновської області Російської Федерації.
Населення становить 662 особи. Входить до складу муніципального утворення Нікулинське сільське поселення.

## Історія
Від 2004 року входить до складу муніципального утворення Нікулинське сільське поселення.

## Населення
| 2010 |
| ---- |
| 662  |